# Contea di Hitchcock
La contea di Hitchcock (in inglese Hitchcock County) è una contea dello Stato del Nebraska, negli Stati Uniti. La popolazione al censimento del 2000 era di 3 111 abitanti. Il capoluogo di contea è Trenton.